# Aleksy Bochtiejew
Aleksy Aleksandrowicz Bochtiejew (ur. 1 kwietnia 1795, zm. 10 stycznia 1849) – urzędnik Imperium Rosyjskiego; od 1 marca 1839 do 9 marca 1845 gubernator radomski.
Jego żona - gubernatorowa Bochtiejewowa, jako członkini miejscowej parafii ewangelickiej, była jedną z głównych sponsorek funduszu na obmurowanie cmentarza ewangelickiego w Radomiu.